# Scamander
Scamander – miasto w Australii, we wschodniej części Tasmanii, nad Oceanem Spokojnym.